# Сондре Гранос
Сондре Міліан Гранос (норв. Sondre Milian Granaas; нар. 30 серпня 2006, Норвегія) — норвезький футболіст, півзахисник клубу «Молде».

## Ігрова кар'єра

### Клубна
У 2020 році Сондре Гранос приєднався до молодіжної команди клубу «М'єндален». Після вистпуів на молодіжному рівні, в серпні 2022 року футболіст підписав з клубом перший професійний контракт. 10 квітня 2023 року Гранос провів першу гру в основі «М'єндалена» в турнірі другого дивізіону.
Перед початком сезону 2024 року Гранос перейшов до клубу Елітсерії «Молде», з яким підписав трирічний контракт. Першу офіційну гру в новій команді півзахисник провів 10 квітня 2024 року у кубковому матчі, де відмітився забитим голом. В чемпіонаті країни Гранос дебютував 11 травня у матчі проти «Русенборга».

### Збірна
З 2022 року Сондре Гранос виступає за юнацькі збірні Норвегії.

## Особисте життя
Батько Сондре — Ларс також в минулому професійний футболіст. Грав в клубі «М'єндален».